# Bartlett (Tennessee)
Bartlett és una població dels Estats Units a l'estat de Tennessee. Segons el cens del 2010 tenia 54.613 habitants.

## Demografia
Segons el cens del 2000, Bartlett tenia 40.543 habitants, 13.773 habitatges, i 11.817 famílies. La densitat de població era de 820,4 habitants/km².
Dels 13.773 habitatges en un 44% hi vivien nens de menys de 18 anys, en un 74,6% hi vivien parelles casades, en un 8,7% dones solteres, i en un 14,2% no eren unitats familiars. En el 12,1% dels habitatges hi vivien persones soles el 4,3% de les quals corresponia a persones de 65 anys o més que vivien soles. El nombre mitjà de persones vivint en cada habitatge era de 2,92 i el nombre mitjà de persones que vivien en cada família era de 3,18.
Per edats la població es repartia de la següent manera: un 29,1% tenia menys de 18 anys, un 6,8% entre 18 i 24, un 30% entre 25 i 44, un 25,5% de 45 a 60 i un 8,6% 65 anys o més.
L'edat mediana era de 37 anys. Per cada 100 dones de 18 o més anys hi havia 91,2 homes.
La renda mediana per habitatge era de 66.369$ i la renda mediana per família de 69.962$. Els homes tenien una renda mediana de 45.281$ mentre que les dones 32.382$. La renda per capita de la població era de 24.616$. Entorn del 2,1% de les famílies i el 2,7% de la població estaven per davall del llindar de pobresa.

## Poblacions més properes
El següent diagrama mostra les poblacions més properes.